# Anopliomorpha antillarum
Anopliomorpha antillarum är en skalbaggsart som först beskrevs av Fisher 1932.  Anopliomorpha antillarum ingår i släktet Anopliomorpha och familjen långhorningar.
Artens utbredningsområde är:
- Bahamas.
- Kuba.
- Haiti.

Inga underarter finns listade i Catalogue of Life.